# Verband der deutschen Slavistik
Der Verband der deutschen Slavistik vertritt die Interessen der Slawisten an deutschen Hochschulen (Professoren, Privatdozenten, Promovierte und Doktoranden). Aufgabe des Verbandes ist es, die Slawistik in Forschung und Lehre an den Universitäten und Hochschulen zu fördern und ihre Ergebnisse zu verbreiten sowie die Interessen der Slawistik in der Öffentlichkeit, gegenüber Wissenschaftsorganisationen und der Politik zu vertreten.
Gegründet wurde der Verband 1962 als Verband der Hochschullehrer für Slavistik an den Hochschulen der Bundesrepublik Deutschland einschließlich Berlin (West) und hieß nach der Wiedervereinigung als gesamtdeutscher Verband nur noch Verband der Hochschullehrer für Slavistik, seit 2005 Verband der Hochschullehrer und Hochschullehrerinnen für Slavistik (Kürzel: VHS). Ab 2007 trug der Verband die Bezeichnung Deutscher Slavistenverband und öffnete damit einhergehend seine Mitgliedschaft auch für Nichthabilitierte. 2021 wurde er in Verband der deutschen Slavistik unbenannt.
Der erste Vorsitzende des Verbandes war Dmitrij Tschižewskij, spätere Vorsitzende waren u. a. Jurij Striedter, Erwin Wedel, Wolfgang Kasack, Gerhard Giesemann, Ulrich Steltner, Sebastian Kempgen, Monika Wingender und Dirk Uffelmann. Der Sitz des Verbandes ist jeweils mit dem Dienstort des Vorsitzenden – seit 2022 ist dies Tilman Berger an der Universität Tübingen – identisch.
Dem Verband der deutschen Slavistik gehören zurzeit nahezu alle Fachvertreter an deutschen Hochschulen an. (Im Sommer 2021 hatte er 347 Mitglieder.)
Der Verband veranstaltet alle 3–4 Jahre den Deutschen Slavistiktag und gibt seit 1995 das Bulletin der deutschen Slavistik heraus. Das Bulletin gibt u. a. Auskunft darüber, an welchen (deutschen) Universitäten die Slavistik vertreten ist, mit welchen Lehrstühlen sie vertreten ist, bietet Informationen zu aktuellen Veröffentlichungen und Forschungsprojekten, zu Fachtagungen und Kooperationen, und enthält aktuelle Beiträge zum Fach, seinem Selbstverständnis und seinen Perspektiven.
Der Verband der deutschen Slavistik vertritt Deutschland beim Internationalen Slawistenkomitee. Sein Pendant in Österreich ist die Österreichische Gesellschaft für Slawistik (OeGSl) und in der Schweiz die Schweizerische Akademische Gesellschaft für Osteuropawissenschaften.